# Georg Lemberger
Georg Lemberger (1495 circa – 1540 circa) è stato un pittore e incisore tedesco.

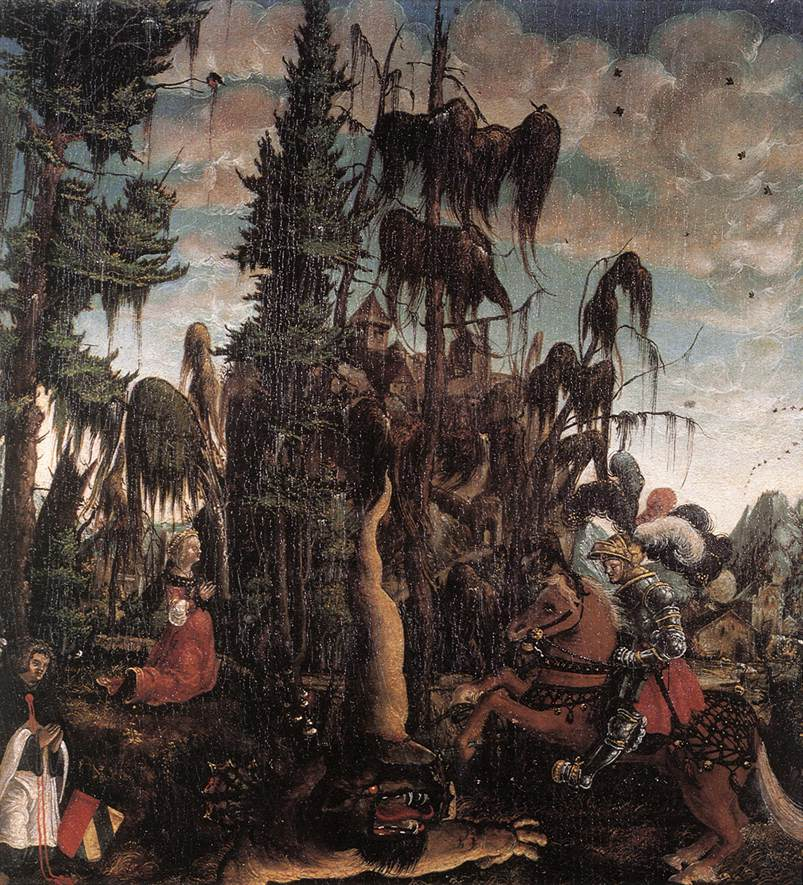
San Giorgio, 1520

Fu tra i protagonisti della pittura riformata in Germania, autore anche di xilografie per l'illustrazione di edizioni di opere di Martin Lutero, come l'edizione della Bibbia tradotta in tedesco del 1524, stampata da Lotter a Wittenberg.

## Opere principali
- San Giorgio, 1520, Firenze, Galleria degli Uffizi